# VSB Eb 2/5
Die Vereinigten Schweizerbahnen (VSB) und ihre Vorgängerbahnen beschafften insgesamt 22 Personenzug-Dampflokomotiven des Bautyps Eb 2/5. Zunächst trugen sie die Serienbezeichnung II, von 1887 bis 1902 wurden sie als A2E bezeichnet.
Die ersten 20 Exemplare dieser Tenderlokomotiven nach dem System Engerth wurden zwischen 1857 und 1858 von der Maschinenfabrik Esslingen beschafft, zwei Lokomotiven wurden von den VSB 1895 nachgebaut. Die Nummern 21–32 wurden von der Südostbahn bestellt, die Nummern 33–40 von den Vereinigten Schweizerbahnen. Der Kaufpreis der Esslinger Lokomotiven betrug rund 75 000 Schweizer Franken.

## Technisches
Der Innenrahmen der Engerth-Lokomotive, der das Triebwerk und den Kessel trug, war im Bereich der Feuerbüchse gelenkig mit einem dreiachsigen Stütztender verbunden. Der als Laufachsdrehgestell ausgebildete Aussenrahmentender trug die Hauptlast der Feuerbüchse und konnte nicht abgetrennt werden, weil die Maschine sonst nach hinten gekippt wäre. Bei diesen Lokomotiven war im Gegensatz zu anderen Engerth-Lokomotiven der Wasserkasten auf dem Tender montiert. Dies hatte den Vorteil, dass das Adhäsionsgewicht vom Wasservorrat unabhängig war und das Kesselgewicht erhöht werden konnte. So war es möglich, ohne führende Laufachse eine Geschwindigkeit von 75 km/h zu erreichen.
Der Kessel mit 138 Siederohren mit einer Länge von 4450 mm lag 2010 mm über Schienenoberkante. Das Triebwerk lag zwischen dem Rahmen und war mit einer Steuerung nach dem System Gooch ausgerüstet. Dieses wurde mit Hebel und oberer Steuerwelle bedient. Die Kolbenstangen waren nicht nach vorne durchgeführt. Die Sandkästen waren für jedes Rad einzeln aussen am Kasten angebracht und wurden durch Drahtzüge gemeinsam betätigt. Es waren zwei Speisewasserpumpen vorhanden. Auf der rechten Seite war eine vom Kuppelzapfen der Treibachse angetriebene Fahrpumpe vorhanden, links auf dem Wasserkasten war eine Kolbendampfpumpe vorhanden.
Die Spindelbremse war zuerst vierklötzig ausgeführt und wirkte auf die beiden hinteren Tenderräder, später wurde sie auf sechs Klötze ausgebaut.

### Umbau

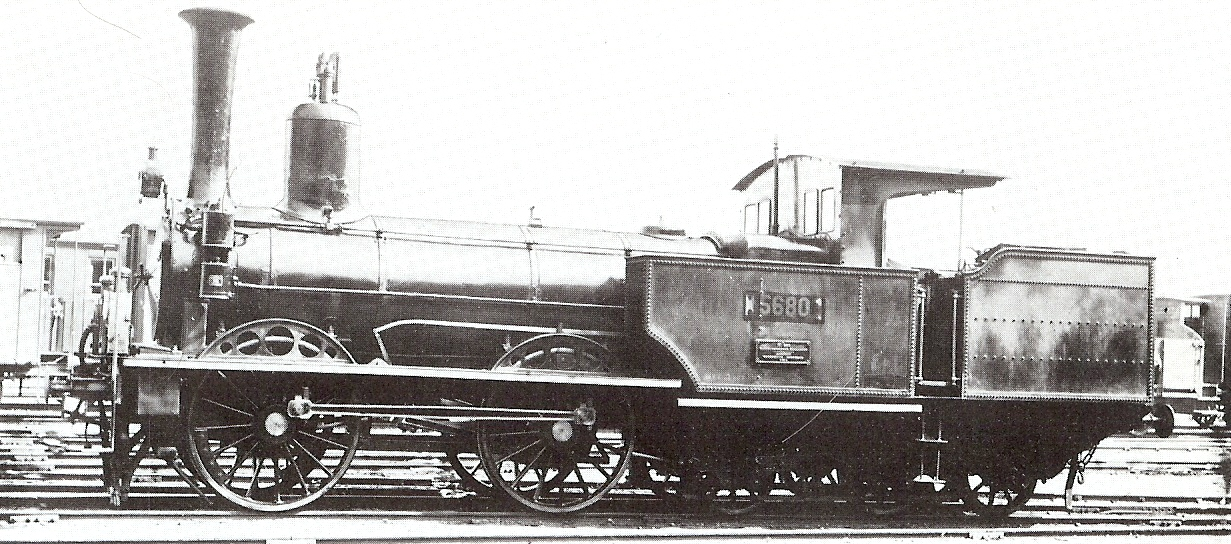
Lokomotive Nr. 26, hier bereits als Nr. 2680 der SBB, nach Umbau und mit neuem Kessel.

Neben dem Einbau eines neuen Kessels für 10 bar – später mit dem dritten Kessel sogar 12 bar – wurden die Maschinen grundlegend erneuert, so dass sich ein neues Erscheinungsbild ergab. Daneben wurde der Rahmen durch einen Plattenrahmen ersetzt, der über die erste Tenderachse hinaus verlängert wurde, so dass sich die Lokomotive nun zwischen der 1. und 2. Tenderachse über eine Querfeder auf den Tender abstützen konnte. Die Lokomotive wurde beim Umbau um 340 mm verlängert. Das Gesamtgewicht erhöhte sich durch den Umbau um 4 Tonnen, wobei nur 2 Tonnen als Adhäsionsgewicht zählten. Der 3. Kessel erhöhte das ursprüngliche Gewicht um 7,4 Tonnen, auch hier erhöhte sich das Adhäsionsgewicht nur um 5,5 Tonnen.
Im Jahre 1879 erhielten die ersten Lokomotiven einen registrierenden Geschwindigkeitsmesser nach Bauart Klose, dieser wurde anfänglich vor dem Führerhaus neben dem Langkessel aufgestellt. 1883 wurde begonnen, die Lokomotiven mit der Kloseschen Dampffederbremse auszurüsten, welche zugleich als Dampfheizung benutzt werden konnte. Ab 1902 wurde eine vierklötzige Triebradbremse eingebaut, welche nur auf die Triebachse wirkte.
In den letzten Dienstjahren wurde die Höchstgeschwindigkeit von 75 km/h auf 65 km/h vorwärts und 60 km/h rückwärts herabgesetzt.
Die SBB vergaben Nummern nach dem Alter der Kessel und nicht nach der bisherigen VSB-Nummerierung. Es wurden alle Maschinen abgebrochen.
| VSB- Nummer | SBB- Nummer | Name                 | Fabrik- Nummer | Baujahr | Hersteller | Umbau | 2. Kessel | 3. Kessel | ausrangiert |
| ----------- | ----------- | -------------------- | -------------- | ------- | ---------- | ----- | --------- | --------- | ----------- |
| 21 (I)      | –           | Italien              | 345            | 1857    | Esslingen  | –     | –         | –         | 1881        |
| 22 (I)      | –           | Graubuenden          | 346            | 1857    | Esslingen  | –     | –         | –         | 1881        |
| 21 (II)     | 5686        | Italien              | 6              | 1895    | VSB        | 1895  | –         | –         | 1909        |
| 22 (II)     | 5687        | Graubuenden          | 7              | 1895    | VSB        | 1895  | –         | –         | 1909        |
| 23          | 5688        | Lukmanier (Helvetia) | 343            | 1857    | Esslingen  | 1882  | 1897      | 1882      | 1925        |
| 24          | 5689        | Sargans (Germania)   | 344            | 1857    | Esslingen  | 1882  | 1898      | 1882      | 1910        |
| 25          | 5690        | Spluegen             | 404            | 1858    | Esslingen  | 1879  | 1898      | 1879      | 1922        |
| 26          | 5680        | Julier               | 405            | 1858    | Esslingen  | 1879  | –         | 1879      | 1906        |
| 27          | 5691        | Calanda              | 406            | 1858    | Esslingen  | 1881  | 1899      | 1881      | 1912        |
| 28          | 5681        | Gonzen               | 412            | 1858    | Esslingen  | 1881  | –         | 1881      | 1906        |
| 29          | 5692        | Camor                | 413            | 1858    | Esslingen  | 1879  | 1899      | 1879      | 1913        |
| 30          | 5693        | Speer                | 414            | 1858    | Esslingen  | 1879  | 1895      | 1879      | 1904        |
| 31          | 5682        | Rhein                | 415            | 1858    | Esslingen  | 1879  | 1905      | 1879      | 1921        |
| 32          | 5683        | Plessur              | 416            | 1858    | Esslingen  | 1881  | 1905      | 1881      | 1911        |
| 33          | 5684        | Landquart            | 417            | 1858    | Esslingen  | 1879  | –         | 1879      | 1909        |
| 34          | 5694        | Tamina               | 418            | 1858    | Esslingen  | 1881  | 1897      | 1881      | 1911        |
| 35          | 5695        | Rheineck             | 419            | 1858    | Esslingen  | 1879  | 1897      | 1879      | 1905        |
| 36          | 5696        | Altstaetten          | 420            | 1858    | Esslingen  | 1881  | 1898      | 1881      | 1919        |
| 37          | 5697        | Pfaelzer             | 421            | 1858    | Esslingen  | 1879  | 1898      | 1879      | 1914        |
| 38          | 5698        | Chur                 | 422            | 1858    | Esslingen  | 1879  | 1902      | 1879      | 1917        |
| 39          | 5699        | Bregenz              | 423            | 1858    | Esslingen  | 1881  | 1901      | 1881      | 1912        |
| 40          | 5685        | Bernhardin           | 403            | 1858    | Esslingen  | 1879  | –         | 1879      | 1902        |

## Betriebliches
Die Lokomotivserie war die ganze Zeit der Werkstätte Rorschach und somit auch dem SBB-Kreis IV zugeordnet.